# 一宮市木曽川資料館
一宮市木曽川資料館（いちのみやしきそがわしりょうかん）は、愛知県一宮市木曽川町黒田字宝光寺東18-1にある博物館。登録有形文化財。
旧・葉栗郡木曽川町に関する資料、及び一宮市にゆかりのある戦国時代の武将（山内一豊・浅野長政・兼松正吉・奥村永福など）についての資料を展示する。

## 歴史
旧・木曽川町会議事堂と旧・木曽川町倉庫の建物を利用して2006年（平成18年）1月6日開館。旧・木曽川町会議事堂が主屋、旧・木曽川町倉庫が収蔵庫として利用されている。かつては木曽川資料館主屋（旧・木曽川町会議事堂）に隣接して、旧・木曽川町役場の建物（1924年竣工）があったのだが、木曽川商工会館の新築のため2003年（平成15年）に取り壊された。
木曽川資料館の前身は、旧・木曽川町の木曽川郷土資料室である。1990年（平成2年）から木曽川資料館の開館までは木曽川町立黒田小学校の空き部屋を利用して設置されていた。

## 建築

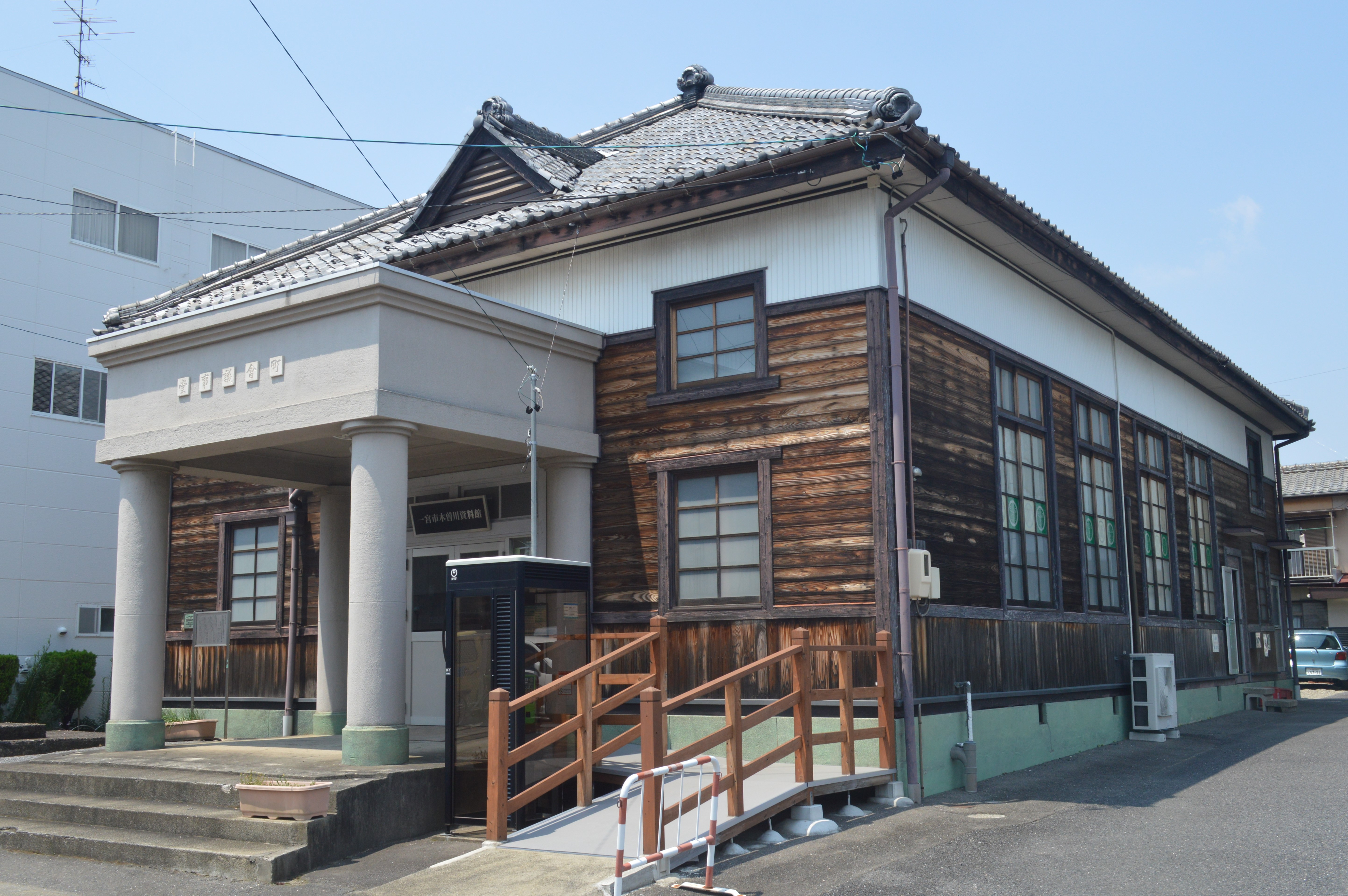
側面

旧・木曽川町会議事堂は1924年（大正13年）竣工の木造2階建、瓦葺の洋風建物、旧・木曽川町倉庫は鉄筋コンクリート造りの土蔵である。ともに2006年に国の登録有形文化財に登録されている。

## 利用案内
- 開館時間 - 9:30 - 17:00
- 開館日 - 土曜日・日曜日・祝日（令和4年4月1日より平日は休館）
- 入場料 - 無料
- アクセス - JR東海道本線木曽川駅下車後徒歩15分、または名古屋鉄道名古屋本線新木曽川駅下車後徒歩3分。